# Палмер (антарктическая станция)

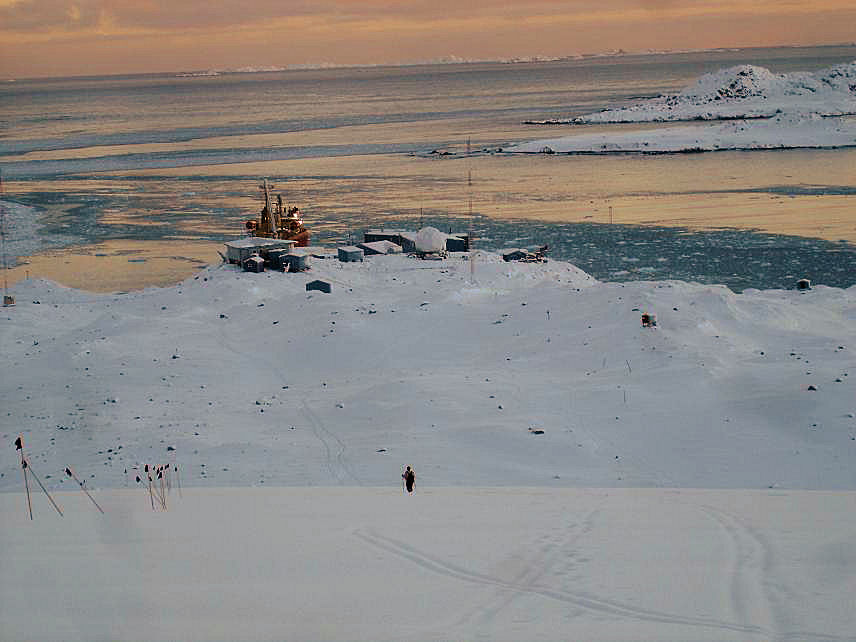
Станция Палмер

«Палмер» (англ. Palmer Station) — постоянная станция Антарктической программы США, расположенная на острове Анверс к северу от Южного полярного круга. Сооружена в 1968 г. Является одной из самых маленьких баз программы. Сосредоточена на морских и биологических исследованиях.

## Описание
Станция названа в честь Натаниэля Палмера, первого американца, увидевшего Антарктиду. Максимальная численность персонала составляет 46 человек, однако обычно на станции пребывает около 44 человек летом и 19 зимой. На станции имеются научные лаборатории, складские помещения, зоны отдыха, пирс и вертолётная площадка. В распоряжении станции имеется 762-метровая ледовая взлётно-посадочная полоса.
В 2 км к северо-западу, рядом с построенной в середине 50-х гг. английской «Базой N», расположена «Старая станция Палмер». Сейчас это место известно как остров Амслера. Старая станция была сооружена в 1965 г., за три года до открытия основной, и сначала использовалась строителями основной станции, а после была назначена аварийным убежищем для персонала. Со временем необходимость в ней отпала и старая станция была демонтирована в 1990-х. гг. в рамках экологической программы по вывозу мусора из Антарктики.

## Исследования
Большая часть исследований на «Палмере» проводится морскими биологами. Кроме того, на станции есть оборудование для постоянного мониторинга сейсмических и атмосферных явлений. Радиоприёмник отслеживает молнии во всем Западном полушарии.
Вблизи станции обитают колонии пингвинов, включая пингвинов Адели, которые заселяют эти территории главным образом летом, но небольшие популяции пингвинов могут находиться здесь круглый год. Также возле станции находятся лежбища различных тюленей, включая морского слона, морского леопарда и тюленя-крабоеда. Море близ станции посещается косатками и китами-горбачами.
Станция обслуживается судном ледового класса RV Laurence M. Gould, выполняющим морские исследования в районе Антарктического полуострова. 